# Bridgetown
Bridgetown je glavni i najveći grad Barbadosa i ima oko 110.000 stanovnika. Izvornog naziva Town of Saint Michael („Gradić sv. Mihovila”) šire područje Bridgetowna pripada župi Saint Michael. Bridgetown se ponekad lokalno naziva The City (grad), ili jednostavnije Town (gradić ili varoš). Luka u Bridgetown-u, Deep Water Port („Luka duboke vode”), je glavna luka za turističke i teretne brodove na Barbadosu. Preko nje Barbados izvozi šećer, rum, i melasu, a zahvaljujući zračnoj luci Grantley Adams International Airport , koja se nalazi 16 km jugoistočno od centra grada, razvija se i turizam. Bridgetown je glavno turističko odredište Kariba, a grad djeluje kao važno financijsko, informatičko, kongresno središte i luka za kruzere u karipskoj regiji.
Dana 25. lipnja 2011. godine UNESCO je „Povijesno središte Bridgetowna i njegov garnizon” upisao na popis mjesta svjetske baštine u Sjevernoj Americi kao kao „izvanredan primjer britanske kolonijalne arhitekture koji se sastoji od dobro očuvanog starog grada izgrađenog u 17., 18. i 19. stoljeću, koji svjedoči o širenju atlantskog kolonijalnog carstva Velike Britanije.”.

## Zemljopisne odlike
Bridgetown se nalazi na ulazu u zaljev Carlisle, na jugozapadnoj obali otoka Barbados. Još od 1660. god. granice gradskog područja su određene obalom na zapadu, rijekom Careenage na jugu i crkvenim dvorištem na zapadu. To je revidirano 1984. god. od kada mu granicu čini autoput 7. Župa Bridgetown obalom graniči sa župama Christ Church (na jugu) i St. James (na sjeveru), dok joj se u zaleđu nalaze župe Saint Tomas (sjeveroistok) i Saint George (istok). No, kao što se vidi na mapi desno, grad uvelike prelazi granice župa.
Klima Bridgetowna je tropska savanska klima s relativno uravnoteženim temperaturama tijekom cijele godine. Najviša godišnja temperatura je zabilježena u kolovozu (35°C), a najniža u siječnju (16°C)

## Povijest
U vrijeme dolaska Britanaca otok je bio nenaseljen, ali su pronađeni arheološki dokazi da su na otoku živjeli pripadnici naroda Arawak, kao što su ostaci primitivnog mosta preko močvare u središtu grada. 
Grad na današnjoj lokaciji uspostavili su engleski doseljenici 1628. godine kao drugo naselje na Barbadosu; prvo je bilo u St. James Townu (današnji Holetown nešto sjevernije). Nepravilni obrasci naselja u povijesnom Bridgetownu i organski zmijoliki raspored ulica iz 17. stoljeća su engleskog srednjovjekovnog tipa, što je dovelo do razvoja i transformacije kreoliziranih oblika gradnje, kao što je „karipsko-georgijanska arhitektura”.
Bridgetown je jedini grad izvan današnjih Sjedinjenih Država koji je posjetio George Washington. Kuća Georgea Washingtona (stvarna kuća u kojoj je odsjeo) sada je dio povijesnog područja Garnizona. 
Od 1800. do 1885. Bridgetown je služio kao glavno sjedište Vlade za britanske kolonije „Otoci Zavjetrine” (jugoistočni Karibi). Tijekom tog razdoblja, rezidentni guverner Barbadosa također je služio kao kolonijalni poglavar ovih otoka. Nakon što je vlada Barbadosa službeno izašla iz unije Zavjetrinskih otoka 1885. god. sjedište je premješteno iz Bridgetowna u grad Saint George na otoku Grenadi.
Tijekom kratkotrajne Federacije britanskih zapadnoindijskih teritorija (Federation of the British West Indian Territories) 1950-ih i 1960-ih, Bridgetown je bio jedan od tri glavna grada u regiji koji se smatrao saveznom prijestolnicom regije.
Na Barbadosu je tek 1958. donesen Zakon o lokalnoj upravi, čime je grad ostvario autonomiju. Danas Bridgetownom i okolnim četvrtima upravljaju članovi parlamenta Barbadosa.
God. 2004. je Bridgetown proslavio 375 godina od osnivanja. Barbadosom posljednjih godina upravlja Laburistička stranka Barbadosa (BLP) pod vodstvom premijera, Owena Arthura. 

## Znamenitosti
Stari grad Bridgetowna izgrađen je od 17. – 19. stoljeća i svjedoči o širenju atlantskog kolonijalnog carstva Velike Britanije. Plan grada svojim zmijolikim urbanim rasporedom svjedoči o drugačijem pristupu kolonijalnom urbanističkom planiranju u usporedbi sa španjolskim i nizozemskim kolonijalnim gradovima u regiji koji su izgrađeni po mrežnom planu. Ušće rijeke u središtu grada sada je marina poznata kao Careenage jer je to mjesto gdje su jedrenjaci čistili trupove. Odmah do Careenagea nalazi se Trg nacionalnih heroja (National Heroes Square, bivši Trafalgar Square), središnji gradski trg, na kojem se barbadoška zastava prema zakonu mora vijoriti svaki dan od 6 do 18 sati. Ovdje je i zgrada Parlamenta, sjedište dvaju domova barbadoškog parlamenta. U središtu trga je Spomenik Lordu Nelsonu, koji je posvećen 1813. i prethodi Nelsonovom stupu u Londonu gotovo 30 godina. Kip je uklonjen 2020. godine.
Broad Street, najvažnija trgovačka ulica Bridgetowna, počinje na Trgu heroja i dom je robnih kuća s međunarodnom ponudom, manjih trgovina i banaka.
U Bridgetownu se nalaze i neke važne građevine britanske kolonijalne arhitekture. Ovdje se ističu stara Barbados Mutual Building, anglikanska Katedrala sv. Mihovila i svih Anđela (Saint Michaels and All Angels), kompleks koledža Harrison i dr. 
Obližnji vojni Garnizon sv. Anne (danas Garizon Savannah) se sastoji od brojnih povijesnih zgrada, a prostire se an 30 jutara, 3 km od središta grada. 
Ostali znameniti spomenici u gradu su:
- Independence Square i The Independence Arch (Trg neovisnosti i Luk neovisnosti)
- The Montefiore fontana
- Anglikanska Gospina crkva (St. Mary's Anglican Church)
- Rimokatolička katedrala sv, Patrika (St. Patrick's)
- Bridgetown sinagoga
- The Pelican Village i Craft Centre
- Kraljičin park (Queen's Park)
- Muzej Barbadosa
- Plaža zaljeva Carlisle
- Tržnica Cheapside

- The Mutual Life Assurance Society Barbados, znamenita zgrada u gradu
- Katedrala sv. Mihovila
- Muzej Barbadosa i Povijesno društvo u nekadašnjem Zatvoru garnizona sv. Ane
- Kamene barake u povijesnom Garnizonu
- Stražarnica, središnja zgrada Garnizona
- Jedna od tipičnih šarenih ulica grada

## Gospodarstvo
Bridgetown je posve moderan i napredan grad s pristupom mnogim modernim sadržajima, uključujući cjevovodnu opskrbu vodom, struju, opskrbu prirodnim plinom, najsuvremenije telekomunikacije, bežične usluge, internet i općenito dobru infrastrukturu. Grad također ima impresivnu konferencijsku dvoranu poznatu kao Sherbourne Conference Centre.
Glavni izvozni proizvodi Barbadosa su šećer, rum i melasa. Otok je također uključen u druge industrije kao što su turizam i offshore bankarstvo.

## Zbratimljeni gradovi
Bridgetown je zbratimljen sa sljedećim gradovima:
- Bridgetown, Nova Scotia, Kanada
- Borough of Hackney, London, Engleska, UK
- Wilmington, Sjeverna Karolina, SAD

## Vanjske poveznice
- Historical info of Bridgetown - pošta Barbadosa
- Luka Deep Water
- Terminal za krstarenje Bridgetown
- Mapa Bridgetowna